# Флетчер, Альфред
Альфред Флетчер (нем. Alfred Fletcher; 20 января 1875, Ламперсдорф, Силезия, Германская империя — 20 сентября 1959, Херцогенаурах, Бавария, ФРГ) — немецкий военный и политический деятель, первый командир объединённого Балтийского ландесвера (с 1 февраля по 25 июля 1919 года), участник борьбы за независимость Латвии.

## Рождение, учёба, начало военной службы
Родился в городке Ламперсдорф, который ныне входит в состав Зомбковицкого повята Польши. Окончил реальную гимназию во Франкфурте-на-Одере. 22 марта 1893 года вступил добровольцем в 8-й полк полевой артиллерии. Учился в кадетском корпусе в Валстале (ныне Легница, территория Польши) и Главном кадетском корпусе в Гросс-Лихтерфельде (недалеко от Берлина). 14 августа 1894 года получил офицерское звание.
С 13 июля 1899 года по 15 июля 1901 года принимал участие в экспедиции в Китай, во время которой в качестве военного эксперта от Германии участвовал в обсуждении причин и последствий Боксёрского восстания. После этого отправился в путешествие по территории южного Китая, Японии, Гавайским островам и Северной Америке — эта поездка носила в основном культурно-исследовательский характер. С ноября 1901 года Альфред Флетчер находился на офицерской службе в 52-м (2-м Восточнопрусскому) полку полевой артиллерии, входившем в состав 1-й бригады полевой артиллерии. Эта бригада дислоцировалась на территории Восточной Пруссии, поэтому в ходе прохождения военной службы в этом полку Флетчер смог сблизиться с некоторыми представителями прибалтийско-немецкой общины и завязать с ними тесные контакты.

## Первая мировая война и сражения в Латвии
Активно принимал участие в боевых действиях Первой мировой войны с 1914 по 1918 год, регулярно занимая различные командирские должности на самых разных участках фронта. Получил ранение в бою, в результате чего вынужден был некоторое время провести в лазарете. На финальном этапе войны командовал егерским войсковым подразделением. Среди сослуживцев считался авторитетным боевым офицером с большим опытом участия в реальных военных операциях. В конце 1918 года оказался на территории Латвии в составе вооружённых формирований остзейских немцев.
Несмотря на то, что большую часть территории Латвии контролировали войска, подчинённые советскому правительству, зимой-весной 1919 года происходило активное формирование смешанных русско-немецко-латышских армейских структур антикоммунистической направленности, в котором участвовал и Альфред Флетчер. 1 февраля 1919 года он был назначен командующим Балтийским ландесвером. Это было объединение всех добровольческих вооружённых формирований в Латвии, в состав которых входили как прибалтийские немцы, так и русские белогвардейцы и поначалу немного латышей. На назначение Флетчера повлияли его военный авторитет и немалый опыт, приобретённый в боях Первой мировой войны, а также его тесные культурно-идеологические связи с представителями остзейской общины.
22 мая 1919 года в Риге в результате совместного наступления ландесвера (под командованием Альфреда Флетчера), Железной дивизии Йозефа Бишофа и белогвардейских формирований А. П. Ливена пало социалистическое правительство П. И. Стучки. Альфред Флетчер занял должность военного губернатора латвийской столицы, где разместилось правительство Андриевса Ниедры. 6 июня 1919 года за военные заслуги правительство Ниедры присвоило А. Флетчеру латвийское гражданство. Он возглавлял войска, формально подчинённые правительству Ниедры, в боях под Венденом (Цесисом), в которых Балтийский ландесвер потерпел сокрушительное поражение от объединённых латвийско-эстонских войск под командованием Эрнеста Пыддера. В результате поражения под Цесисом в конце июня 1919 г. и по условиям перемирия в Штрасденхофе ландесвер утратил свою самостоятельность, подчинившись правительству Улманиса. В условиях военно-дипломатической гегемонии, которой добилась Антанта в Прибалтике, Флетчер лишился своей должности; на посту командира Балтийского ландесвера его сменил британский подполковник, опытный пехотный командир Харольд Александер. Флетчер вернулся в Германию, где в должности майора был отстранён от военной службы в рейхсвере, что повлияло на формирование его оппозиционных взглядов по отношению к новому правительству Германии.

## Дальнейшая деятельность
Осенью 1919 года Флетчер объединился с Вольфгангом Каппом, Йозефом Бишофом и представителями националистических организаций Восточной Пруссии и принял участие в основании Партии Союза Родины в Кёнигсберге. Эта партия исповедовала праворадикальную идеологию на основе милитаристского реваншизма. Остался в составе этой политической силы до конца Веймарской республики. В мае 1924 года Флетчер, став к этому времени сравнительно популярным немецким политиком правого толка, был избран в рейхстаг по списку Немецкой национальной народной партии (нем. Deutschnationale Volkspartei (DNVP), исповедовавшей консервативные ценности, однако он пребывал в парламенте только до декабря 1924 года, после чего сложил депутатский мандат.
В 1939 году (в честь двадцатилетия Цесисской битвы) прибыл в Ригу на слёт военных командиров балтийских добровольческих формирований. Во время официального приёма на государственном уровне Флетчер был тепло принят военным министром Янисом Балодисом в числе других военных деятелей бывшего ландесвера.
Во времена Третьего Рейха Флетчер подвергся служебным проверкам и аресту по причине его нахождения на посту командира Балтийского ландесвера, однако в итоге был реабилитирован и освобождён. В 1945 году переехал в Западную Германию. Скончался в 1959 году в Херцогенаурахе.